# Aythya fuligula
El porrón moñudo (Aythya fuligula) es una especie de ave anseriforme de la familia Anatidae que habita en Eurasia y África.

## Descripción

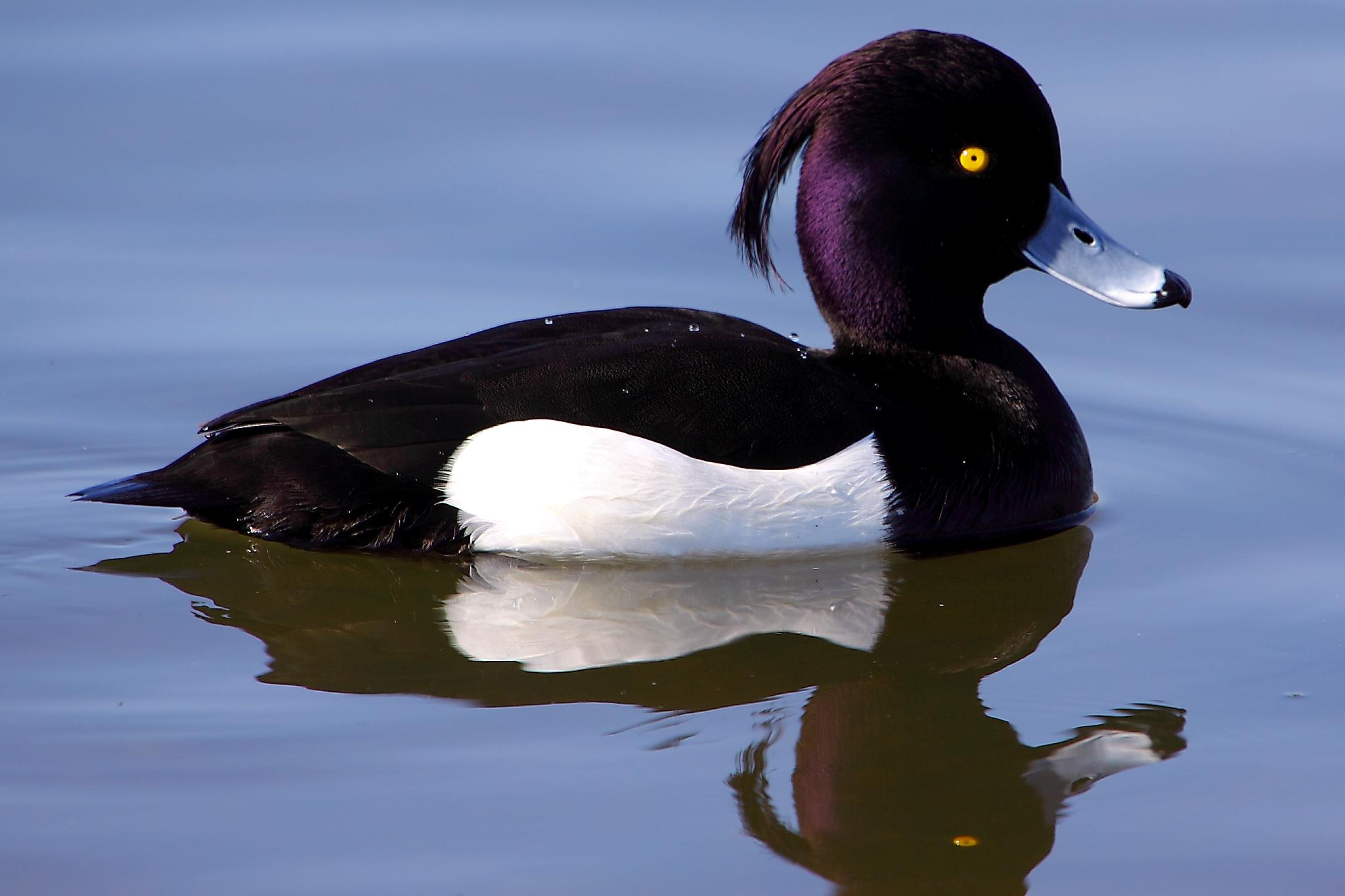
Macho en plumaje reproductivo

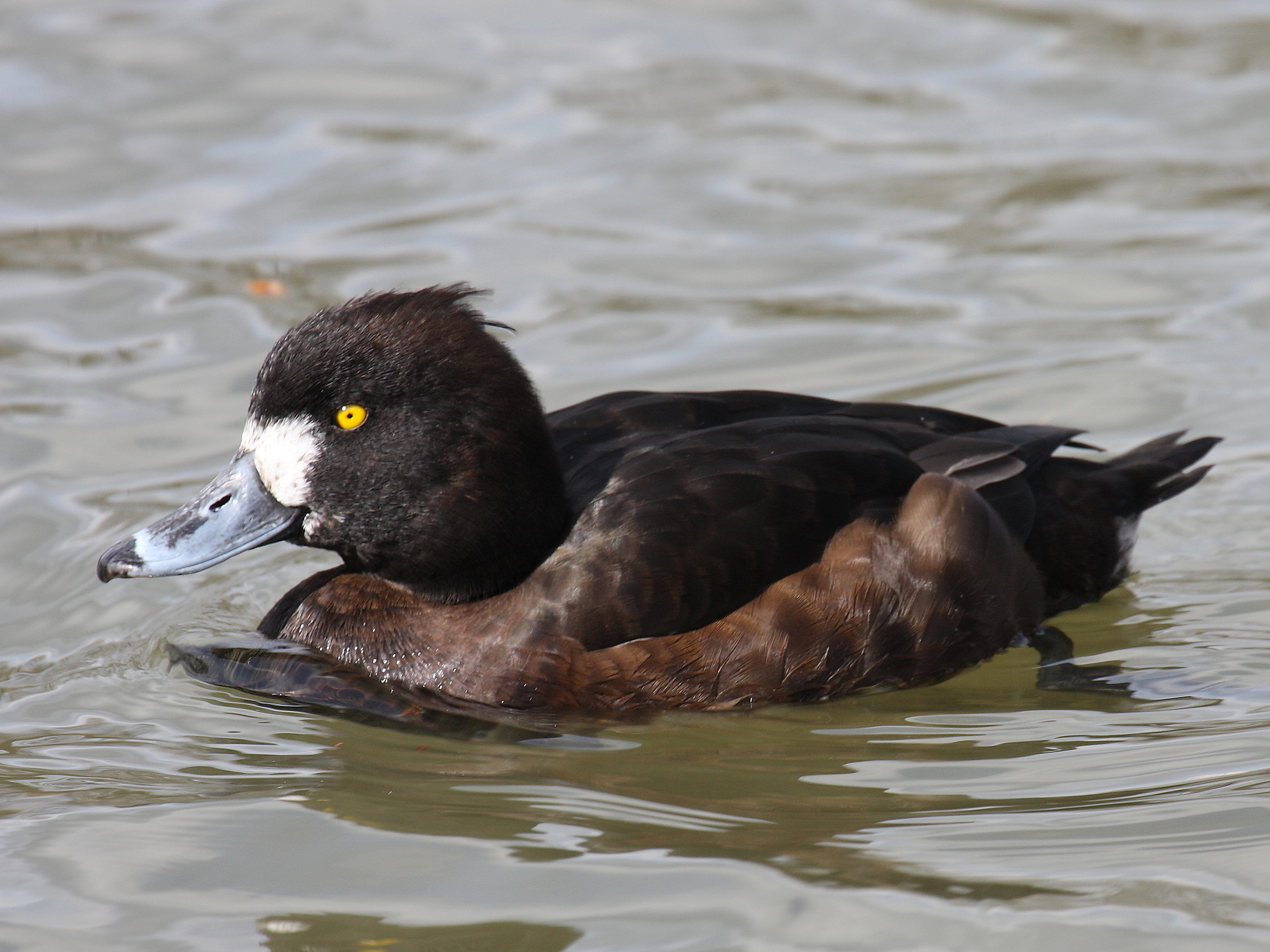
Las hembras, que son de tonos pardos variados, pueden tener blanco alrededor del pico o no.

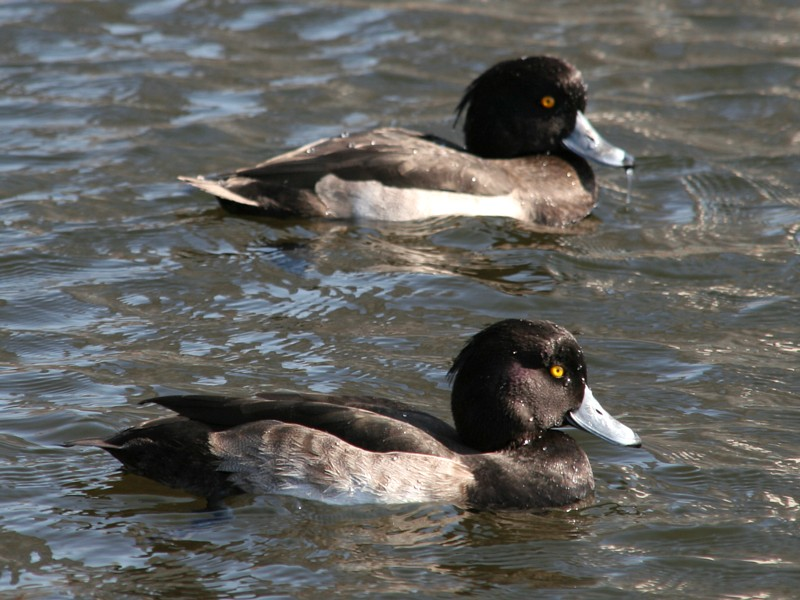
Machos con plumaje de eclipse.

Es un pato buceador de tamaño medio, con una longitud de aproximada de 43 cm. El macho muestra un característico penacho que le cuelga por detrás de la cabeza, que da nombre a la especie, en la hembra es más corto. El macho es completamente negro brillante excepto en los flancos y el vientre que son blancos. También son blancas con las puntas negras las plumas de vuelo de sus alas, pero esta lista blanca solo se ve cuando las despliega. Su cabeza y cuello tienen reflejos violáceos. Las hembras son más variable, en general son de color pardo oscuro, con los flancos y las coberteras infracaudales más o menos claras, y algunas pueden mostrar una mancha blanca alrededor de la base del pico, lo que les hace parecerse a las del porrón bastardo, aunque siempre la extensión de la mancha blanca de la hembra de porrón moñudo es más reducida. Los ojos de ambos sexos son amarillos, y sus patas y pico son de color gris azulado, con la punta del pico negruzca. En el plumaje de eclipse de los machos las partes blancas de flancos y vientre se tornan pardo grisáceas y el moño se reduce, lo que les da un aspecto más parecido a las hembras, aunque más oscuro.

## Taxonomía y etimología
El porrón moñudo fue descrito científicamente por Carlos Linneo en 1758, en la décima edición de su obra Systema naturae, con el nombre de Anas fuligula (pato de garganta enhollinada). Posteriormente fue trasladado al género Aythya, creado por Friedrich Boie en 1822. Es una especie monotípica, es decir, no se reconocen subespecies diferenciadas.
La etimología del nombre de su género, Aythya, procede del término griego αἴθυια (aithuia), un ave marina no identificada citada por Aristóteles.
Por otro lado, su nombre específico deriva de las palabras latinas fulīgo y gula que significan «hollín» y «garganta», respectivamente, en referencia al color oscuro de su cabeza y cuello.

## Distribución y hábitat

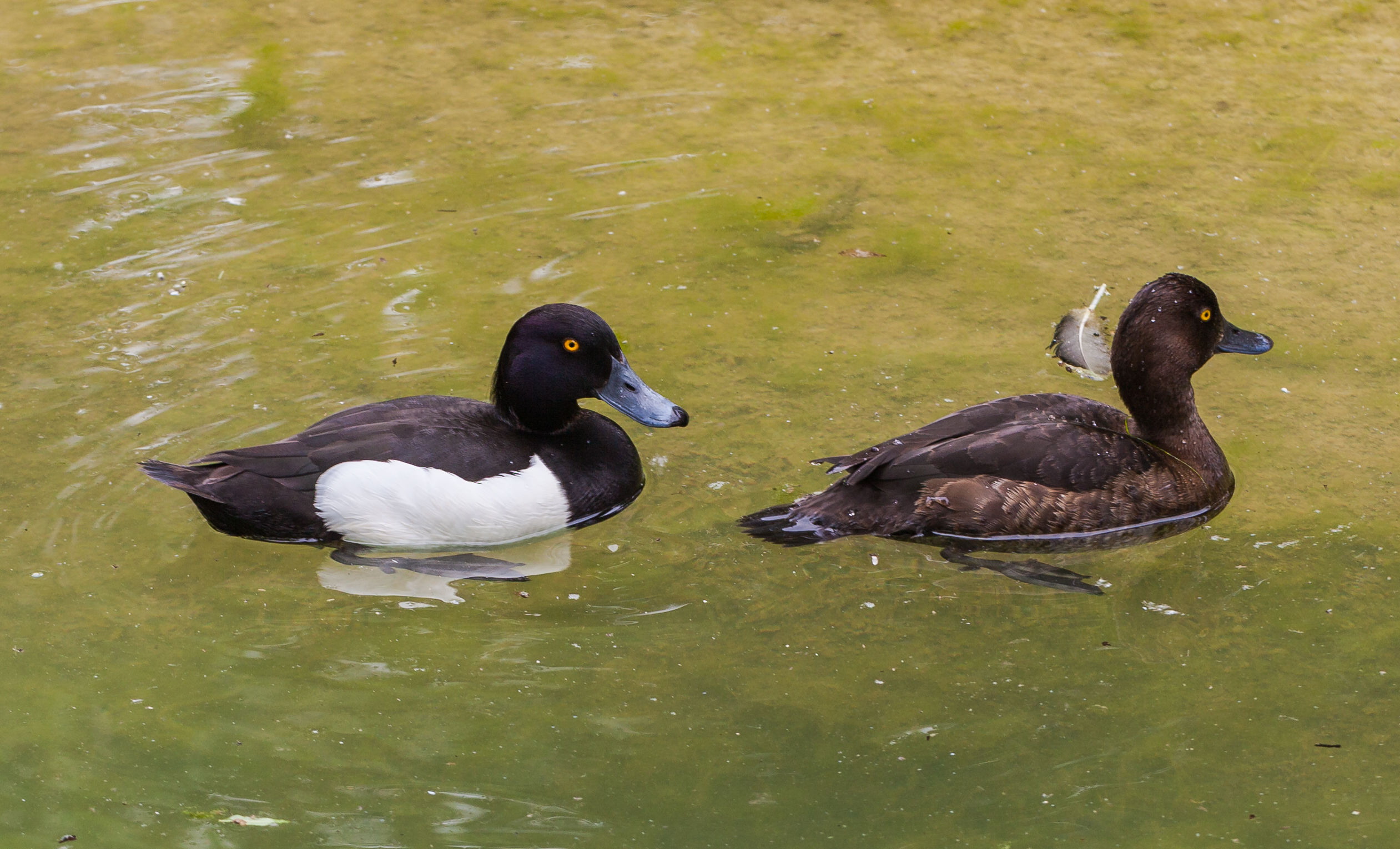
Los porrones moñudos se alimentan principalmente de moluscos y otros pequeños animales acuáticos.

El área de cría del porrón moñudo se extiende por la mayor parte de la Eurasia templada y septentrional. Es un pato migratorio en la mayor parte de su área de distribución, que viaja al sur de Europa, África y Asia meridional y oriental para pasar el invierno, donde forma grandes bandadas en zonas de aguas abiertas. El porrón moñudo es sedentario en Europa central y noroccidental (desde las islas británicas hasta Polonia, aproximadamente). Ocasionalmente visita como divagante las costas de Estados Unidos y Canadá.
Vive en aguas estancadas relativamente profundas o de movimiento lento a baja altitud, especialmente como lagos y lagunas con vegetación en las márgenes. Fuera de la época de cría también puede encontrarse en medios costeros, como bahías poco profundas, albuferas y estuarios.

## Comportamiento

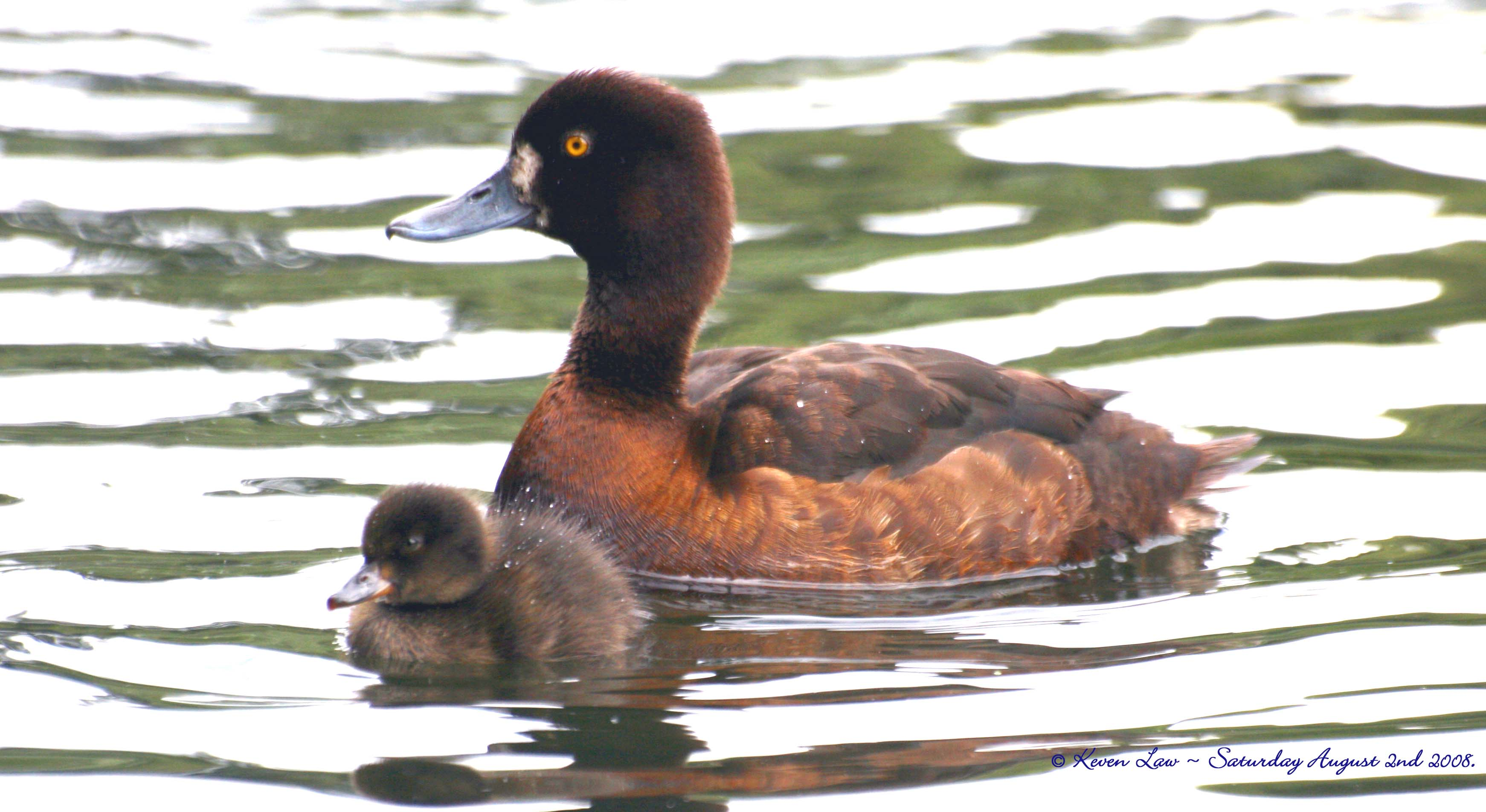
Hembra con su cría.

### Alimentación

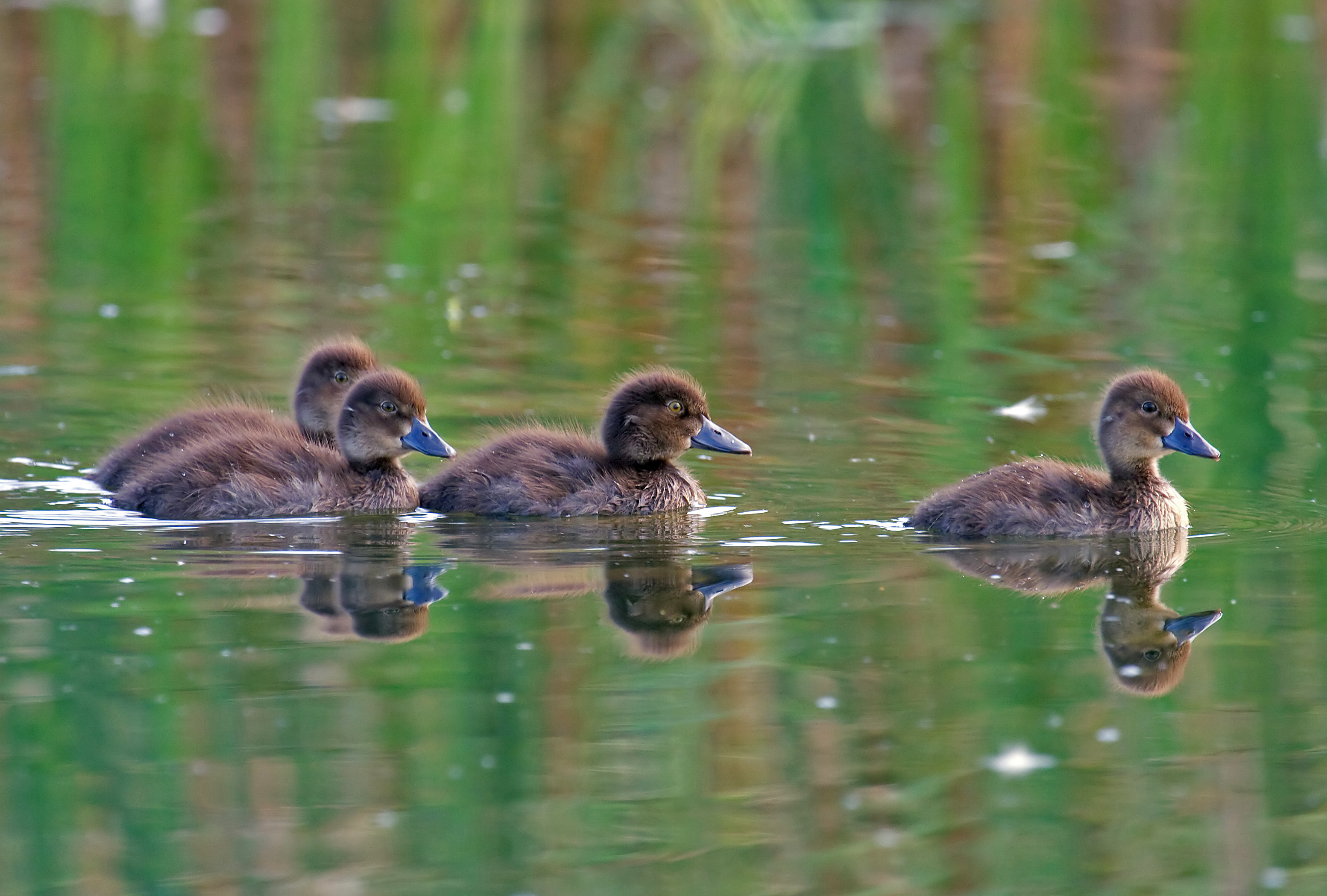
Polluelos.

Es una especie omnívora, aunque su dieta se compone principalmente de animales como los moluscos, crustáceos e insectos acuáticos, así como de semillas y otra materia vegetal (aproximadamente una décima parte de su dieta). Los moluscos (mejillones y caracoles) representan la mayor parte de su dieta (aproximadamente seis décimas partes). Por ello prefiere como cuarteles invernales aquellos ricos en mejillones cebra. Consigue su comida buceando y a veces sumergiendo medio cuerpo. Prefiere bucear a profundidades entre los 2,5 metros, aunque puede alcanzar hasta los 5 metros de profundidad. Busca su alimento principalmente a lo largo de la noche, durante el día se dedica a descansar y digerir.

### Reproducción

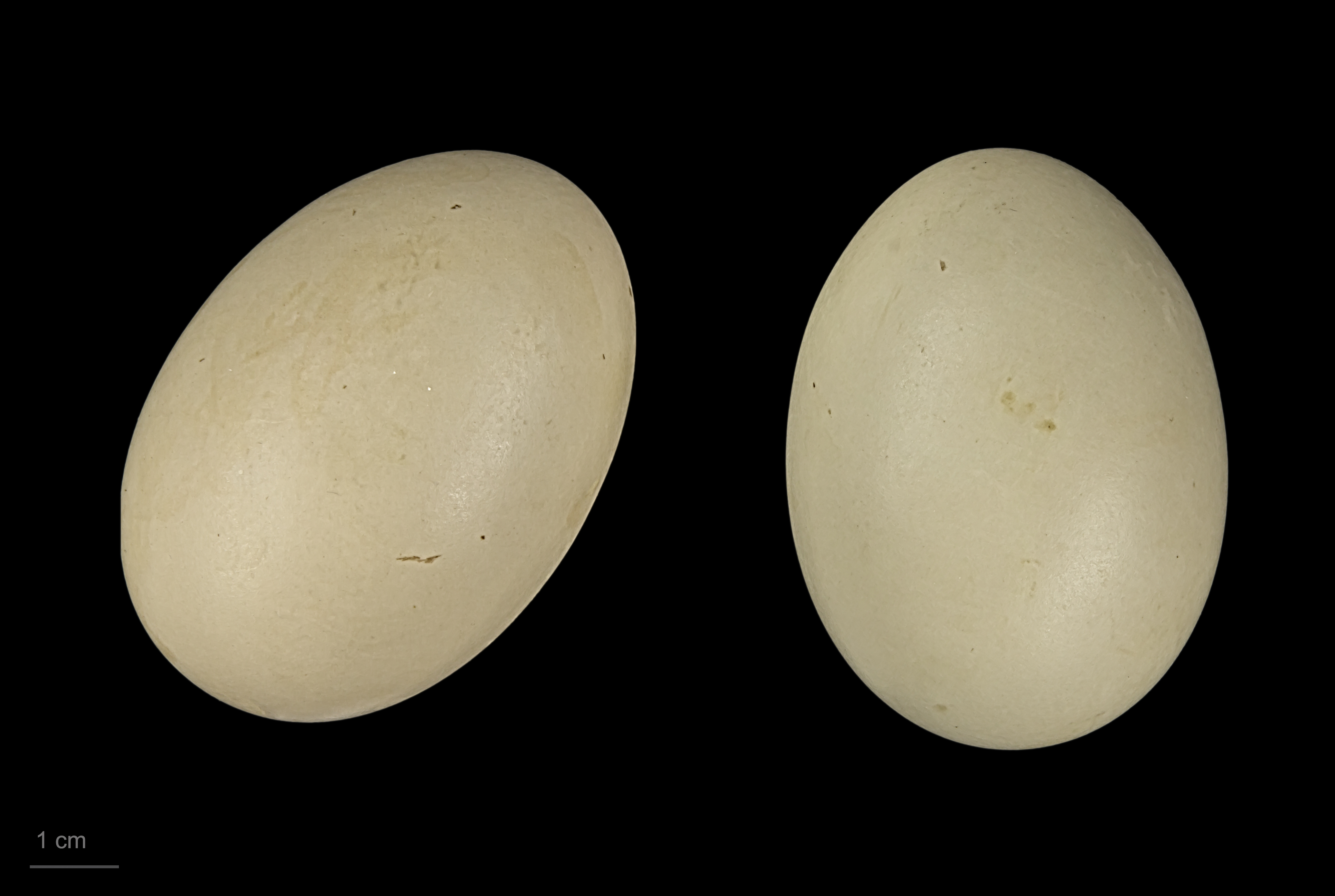
Aythya fuligula - MHNT

La época de cría suele tener lugar entre mayo y septiembre. El cortejo del macho consiste en movimientos de cabeza. La construcción de nido es tarea únicamente de la hembra. Construye el nido sobre el agua en esteras flotantes o en el suelo en islas en pantanos, preferentemente en las proximidades de colonias de gaviotas y charranes. La vecindad de aves agresivas y ruidosas contribuyen a la protección de su nido. La hembra pone de 6 a 11 huevos de color verde grisáceo, que miden una media de 58,3 x 40,8 cm. La incubación realizada solo por la hembra dura de 23 a 25 días. Los polluelos son nidífugos y enseguida siguen a su madre. Pueden sumergirse a partir del tercer día de vida, y muy pronto, a la edad de una semana, son ya autosuficientes, aunque no abandonan a su madre hasta que alcanzan los dos meses de edad cuando están totalmente desarrollados.